# 浦添乳房切り取り殺人事件
浦添乳房切り取り殺人事件（うらそえちぶさきりとりさつじんじけん）は、1958年（昭和33年）10月にアメリカ占領下の沖縄の浦添村（現在の浦添市）で発生した殺人事件。
犯人は殺害した女性から乳房を切り取って肌身離さず持ち歩いたことから、「沖縄版阿部定事件」として注目された。

## 事件の概要
1958年（昭和33年）10月21日午前0時30分頃、走行中の自動車に飛び込み自殺を図ろうとした男が保護された。男は「人を殺したから自分も殺してくれ」と叫んでいたので事情聴取したところ、「昨晩人を殺して森の中に放置した」と話したので捜索したところ、供述どおり女性の遺体を発見した。死因は後頭部を殴打したことによる撲殺で、右の乳房が切り取られていた。切り取られた乳房は、男のズボンのポケットから発見された。

## 事件の原因
男の実家は地主で、田畑だけでも8000坪も所有していた。しかし男は放蕩癖があり、相続して数年の間に殆どの土地を売り払っていた。そんな中で被害者の女性と知り合い同棲することになった。
2人の夢は「夫婦になってブラジルに移民すること」であった。しかし、相続した資産も底を突き、生活が困窮するようになった。将来に絶望した二人は心中することにしたが、自分は死に切れず警察に保護されたのであった。乳房を切り取ったのは、男は同棲の女性に執着しており、持ち歩くために切り取ったのであった。

## 裁判
男は承諾殺人罪として起訴され、中央巡回裁判所で、懲役4年6ヶ月の判決が下った。